# Хадсон (Нью-Йорк)
Ха́дсон (англ. Hudson) — город, расположенный вдоль западной границы округа Колумбия, штат Нью-Йорк, США. Город назван в честь реки Гудзон, на берегу которой он расположен, и в честь исследователя Генри Гудзона.
Город Хадсон является административным центром округа Колумбия. Паллиса в Уганде — город-побратим Хадсона.

## География
По данным Бюро Переписи США, город имеет общую площадь 6,0 км². Из них 5,6 км² приходятся на сушу и 0,4 км² (6,47 %) на воду.
Город Хадсон расположен в начале косы, выступающей в реку Гудзон между Южной и Северной бухтами залива, обе бухты на данный момент в большой степени превращены в свалку.
По другую сторону реки Гудзон расположены город Атенс и округ Грин; большую часть XIX века эти два округа соединялись посредством парома. Между ними расположена Middle Ground Flats, бывшая коса, которая образовалась за счет выпадения осадков, а также от сброса отходов производства; сегодня он населён оленями и полулегальными летними лачугами.

## Население
| 1790 | 1800 | 1810 | 1820 | 1830 | 1840 | 1930  | 1990 | 2000 | 2010 |
| ---- | ---- | ---- | ---- | ---- | ---- | ----- | ---- | ---- | ---- |
| 2584 | 3664 | 4048 | 5310 | 5392 | 5672 | 12337 | 8034 | 7524 | 6713 |

По данным переписи 2000-го года, насчитывалось 7524 человек, 2951 семей и 1,590 семей, проживающих в городах. По данным переписи за 2000 год население составило 7524 и на 2003 год прогнозировалось 7296, а на 2006 год — 6985 и на 2010 год — 6713. Эти цифры включают около 500 жителей местных исправительных учреждений. Недавнее сокращение численности населения может быть связано с тенденциями на рынке недвижимости, в которых пенсионеры, молодые пары, бездетные пары, холостые и отдыхающие стали постепенно вытесняться большими семьими и преобразованием жилых домов в дома для одной семьи, так как число незанятых домов и налоговых правонарушений снизились.
Средняя плотность населения составляла 1338,7 человек на км²). Плотность жилых строений составляло 595,5/км². Соотношение рас в городе распределилось следующим образом: 64,29 % белых, 24,02 % афроамериканцев, 0,28 % коренных американцев, 2,84 % азиатов, 0,01 % жителей тихоокеанских островов, 4,15 % других рас, и 4,41 % из двух и более рас. Испанцы или латиноамериканцы составили 8,41 % населения.
Из 2951 домохозяйства 28,6 % имеют несовершеннолетних детей, проживающих с ними, 29,4 % замужних пар, проживающих вместе, 19,6 % одиноких женщин, 46,1 % не являются семьями. 39,0 % из всех домохозяйств — одинокие люди и 15,5 % — одинокие люди старше 65 лет. Средний размер домохозяйства составляет 2,26, а средний размер семьи — 3,00.
| Возраст     | Доля (%) |
| ----------- | -------- |
| до 18       | 23.7     |
| 18-24       | 9.4      |
| 25-44       | 30.0     |
| 45-64       | 21.0     |
| 65 и старше | 16.0     |

Средним возрастом в городе является 37 лет. На 100 женщин приходится 106,7 мужчин. На каждых 100 совершеннолетних женщин приходится 105.6 мужчин.
Средний доход на домохозяйство составляет $24 279, а на семью $27 594. Средний доход мужчин составляет $26 274, женщин — $22 598. Доход на душу населения в городе составил $15 759. Около 23,8 % семей и 25,6 % населения живут за чертой бедности, включая 37,7 % несовершеннолетних и 13,9 % в возрасте 65 лет и старше.

## Достопримечательности
В Хадсоне расположен Музей пожарных FASNY (англ. Firemen's Association of the State of New York, рус. Ассоциация пожарных штата Нью-Йорк), один из самых больших музеев в мире, посвящённых пожарным службам. Благодаря ассоциации пожарных был организован дом престарелых и отделение по уходу для пожарных страны.